# Development center
Development center (nazywany czasami ośrodkiem rozwoju lub centrum rozwoju) to wielowymiarowy proces oceny kompetencji, w którym uczestnicy są obserwowani i oceniani przez zespół obiektywnych, wyszkolonych sędziów kompetentnych (asesorów). W odróżnieniu od assessment center, gdzie głównym celem procesu jest ocena umiejętności kandydatów do pracy, głównym celem tej metody jest diagnoza potencjału i rozwój pracowników. Metodologia oceny development center jest identyczna z metodologią assessment center.